# 171 av. J.-C.
Cette page concerne l'année 171 av. J.-C. du calendrier julien proleptique.

## Événements
- 28 novembre 172 av. J.-C. (15 mars 583 du calendrier romain) : début à Rome du consulat de Publius Licinius Crassus et Caius Cassius Longinus[1],[2].
  - La guerre est solennellement déclarée à Persée de Macédoine. La campagne de Macédoine est confiée à Licinius tandis que Cassius mène des opérations en Italie ; quatre nouvelles légions sont levées, deux par consuls, celle de Licinius comprenant 6 000 hommes au lieu des 5 200 habituels[3].
  - Le consul Publius Licinius Crassus envoie L. Postumius Albinus, Q. Terentius Culleo, et C. Aburius demander à Massinissa et Carthage un  contingent de cavaliers numides et des éléphants de guerre[4].
  - Une ambassade de plusieurs peuples de la Péninsule ibérique vient à Rome pour se plaindre des exactions de deux gouverneurs de Citérieure, M. Titinius (178-176) et M. Furius Philus (174-173) et d'un gouverneur d'Ultérieure, M. Matienus. Le Sénat prend des mesures en faveur des Espagnols[5]. Titinius est acquitté, mais les deux autres sont forcés à l'exil[3].
  - Fondation de la colonie latine de Carteia, pour les hybridae, fils de soldats romains et de femmes hispaniques[6].
- Printemps : départ du consul Publius Licinius Crassus pour Apollonie d'Illyrie. Persée concentre 39 000 fantassins et 4 000 cavaliers à Cittium, en Macédoine[7].
- Été : Persée s'empare de la Perrhébie et de plusieurs villes, dont Cyretiae et Mylae, puis établit son camp à Sycurium, près du mont Ossa, en Thessalie. Publius Licinius Crassus prend position près de Larissa. Battu à la bataille de Callinicus, il doit se retirer et franchit le Pénée, mais refuse de traiter. Plus tard, un détachement romain encerclé par plusieurs bataillons résiste héroïquement jusqu'à l'arrivée de l'armée consulaire, et Persée se retire après de lourdes pertes. Après avoir pris Larissa, Publius Licinius Crassus se retire pour passer l'hiver en Béotie[8].

- Début du règne de Mithridate Ier, roi des Parthes (fin en 138 av. J.-C.). Il succède à son frère Phraatès Ier[9]. À son avènement en Iran, la Médie, l’Atropatène, l’Élymaïde et la Perside se sont déclarées indépendantes des Séleucides. En Babylonie prend naissance le nouvel État de Characène. À l’est, le royaume gréco-bactrien, sous Démétrios Ier, a conquis l’Inde. Démétrios est détrôné par un usurpateur, Eucratide Ier, qui se tourne vers l’ouest. Se sentant menacé, Mithridate attaque le premier, puis conclut un traité de non-agression, pour avoir les mains libres afin d'attaquer la Syrie, qui se trouve alors plongée dans l’anarchie. En 160 av. J.-C., il envahit la Médie, puis la riche Élymaïde qu’il pille. Il reçoit la soumission des Perses et des Babyloniens[9].
- À l’Est, début du règne du roi grec de Bactriane usurpateur Eucratide Ier, général envoyé par les Séleucides (fin en 158/155 av. J.-C.)[10]. En 155 av. J.-C. (ou vers 145 av. J.-C.), il est assassiné par son fils Eucratide II qui lui reproche son alliance avec les Parthes[11]. Mithridate intervient et marche sur la Bactriane jusqu’au fleuve Hydaspe.

## Naissances
- Attale III Philometor, membre de la dynastie des Attalides, roi de Pergame. († 133 av. J.-C.).

## Décès
- Phraatès Ier, roi des Parthes